# JR俊德道站
34°39′30.41″N 135°34′20.92″E / 34.6584472°N 135.5724778°E
JR俊德道站（日语：／ Jeiāru-shuntokumichi eki */?）位於日本大阪府東大阪市永和一丁目，是西日本旅客鐵道（JR西日本）大阪東線的鐵路站，車站編號是JR-F11。
大阪東線的中途站均導入了車站色系，其中本站的顔色是黄綠色。

## 歷史
大阪東線是「城東貨物線」（確切地說是片町線的貨運支綫）旅客線化改造而成的客運線。
本站原計劃的站名為「俊德道站」，但最終為了方便與近鐵大阪線的俊德道站區分開來，站名冠上「JR」。
- 2007年12月16日 - 俊德道信号場開設。
- 2008年
  - 3月8日 - 俊德道信号場廢止。
  - 3月15日 - 開業。先行導入大阪環状、大和路線運行管理系統。
- 2018年3月17日 - 導入車站編號。[2]
- 2019年3月16日 - 隨大阪東線延伸至新大阪，編入成為大阪市内站[3]。

## 構造

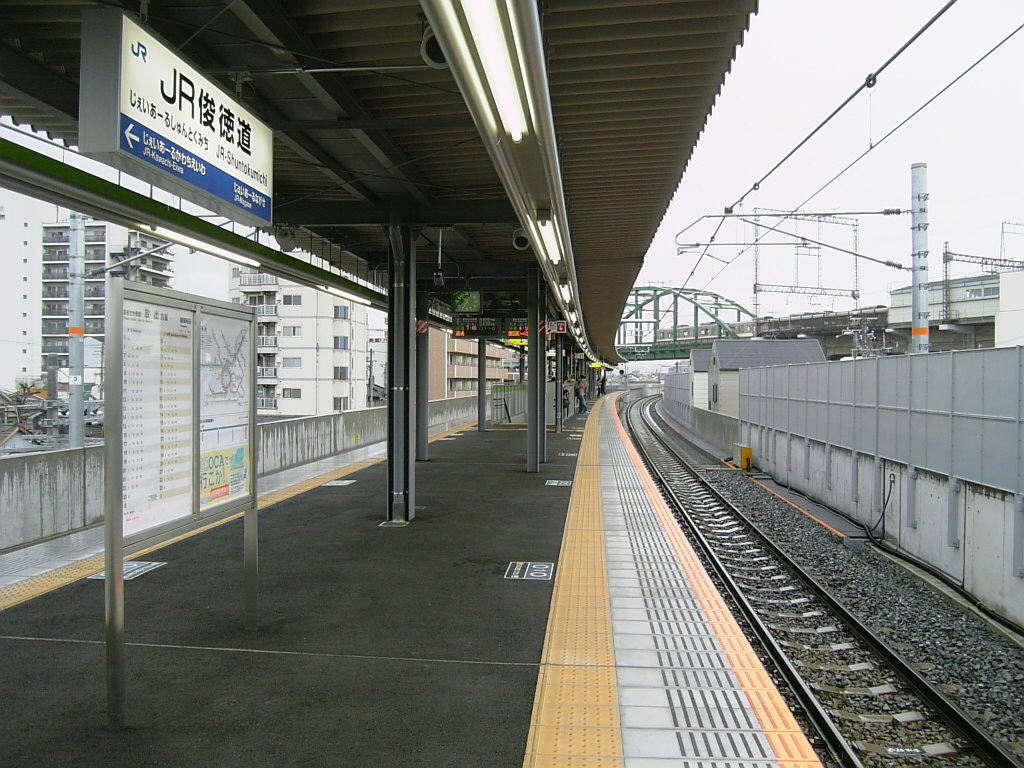
月台
（右方可見近鐵俊德道站）

島式月台，1面2線的架空車站，月台長度可對應8輛編成列車，月台屋頂長度為6節車廂。本站沒有轉轍器或絕對信號機，所以被分類為停留所。設有一台升降機、和上下行各1部共2部扶手電梯連接月台。本站沒有設置綠窗口，出入閘口的職員窗口亦不售票；改爲設置了綠色售票機。
本站以「俊德丸的街道」為設計概念。
由放出站管理，車站業務委托予JR西日本交通服務，一部分時間無人駐守。出入閘機、售票機、精算機附近設有内綫電話，在無人駐守的時間帶可與呼叫中心的操作員聯絡，並由操作員遠程控制各種設備。
月台位處彎道，列車停站時，特別是月台南側（久宝寺方向）的車廂，會出現大角度的傾斜。

### 月台配置
| 月台 | 路線     | 目的地           |
| ---- | -------- | ---------------- |
| 1    | 大阪東線 | 放出、新大阪方向 |
| 2    | 大阪東線 | 久宝寺方向       |

## 使用情況
2018年（平成30年）度1日平均上車人次為4,197人。
開業後1日平均上車人次如下表。
| 年度               | 1日平均 上車人次 | 來源     |
| ------------------ | ---------------- | -------- |
| 2008年（平成20年） | 2,513            | [ * 1 ]  |
| 2009年（平成21年） | 2,908            | [ * 2 ]  |
| 2010年（平成22年） | 3,101            | [ * 3 ]  |
| 2011年（平成23年） | 3,236            | [ * 4 ]  |
| 2012年（平成24年） | 3,449            | [ * 5 ]  |
| 2013年（平成25年） | 3,674            | [ * 6 ]  |
| 2014年（平成26年） | 3,756            | [ * 7 ]  |
| 2015年（平成27年） | 3,901            | [ * 8 ]  |
| 2016年（平成28年） | 3,974            | [ * 9 ]  |
| 2017年（平成29年） | 4,074            | [ * 10 ] |
| 2018年（平成30年） | 4,197            | [ * 11 ] |

## 周邊
車站旁是近鐵俊德道站，本站和近鐵站雖然并非直接連繋，但根據JR西日本和近鐵的資料，兩站間仍可相互換乘。。
東大阪市在車站附近設有自行車停放處。
- 東大阪市立布施中学校
- 東大阪市立荒川小学校
- 東大阪市立三之瀨小学校
- 東大阪市立太平寺小学校
- 東大阪朝鮮初級学校
- 三瀨瀨公園
- 帝国Kinema 長瀨撮影所跡
- 東大阪永和郵局
- 大阪城市信用金庫 永和支店
- 關西Super 永和店

## 相鄰車站

### 俊德道信号場
西日本旅客鐵道
片町線（貨物支線）
放出－俊德道信号場－（蛇草信號場）－平野

### JR俊德道站
西日本旅客鐵道
 大阪東線
■直通快速
通過
■普通
JR河内永和（JR-F10）－JR俊德道（JR-F11）－JR長瀨（JR-F12）

#### 來源
1. ↑   (PDF). 国土交通省.   [2017-10-23]. （原始内容存档 (PDF)于2013-02-02）.
2. ↑  . 西日本旅客鐵道.   [2018-07-23]. （原始内容存档于2016-10-14）.
3. ↑   (新闻稿). 西日本旅客鐵道. 2018-12-27  [2019-01-12]. （原始内容存档于2020-11-01）.
4. ↑  . 西日本旅客鐵道.   [2018-07-23]. （原始内容存档于2019-02-15）.
5. ↑  . 近畿日本鐵道.   [2018-07-23]. （原始内容存档于2018-09-09）.
6. ↑  . 東大阪市.   [2018-07-23]. （原始内容存档于2018-07-23）.
7. ↑  2003年9月11日廢止

### 使用情況
1. ↑  大阪府統計年鑑 （页面存档备份，存于） - 大阪府
2. ↑  東大阪市統計書 （页面存档备份，存于） - 東大阪市

大阪府統計年鑑
1. ↑  大阪府統計年鑑（平成21年）PDF
2. ↑  大阪府統計年鑑（平成22年）PDF
3. ↑  大阪府統計年鑑（平成23年）PDF
4. ↑  大阪府統計年鑑（平成24年）PDF
5. ↑  大阪府統計年鑑（平成25年）PDF
6. ↑  大阪府統計年鑑（平成26年）PDF
7. ↑  大阪府統計年鑑（平成27年）PDF
8. ↑  大阪府統計年鑑（平成28年）PDF
9. ↑  大阪府統計年鑑（平成29年）PDF
10. ↑  大阪府統計年鑑（平成30年）PDF
11. ↑  大阪府統計年鑑（令和元年）PDF

## 外部連結
- JR俊德道｜車站資訊：JR出門網 - 西日本旅客鐵道（日語）